# 大野茂男 (国文学者)
大野 茂男（おおの しげお、1913年8月30日 ‐ 2004年1月6日）は、日本の国文学者。江戸文学から明治大正期の文学まで、幅広く研究した。
千葉県千葉市生まれ。旧制千葉県立千葉中学校（現県立千葉高校）、静岡高等学校を経て、1938年、東京帝国大学文学部国文科卒業。県立千葉高等女学校教諭、文部省内日本語教育振興会研究員を経て、1943年、清水高等商船学校教授。同校在籍のまま、歩兵第二補充隊に応召され、後に第三十一飛行場中隊に転属。1946年復員。1947年千葉師範学校教授、1950年千葉大学文理学部助教授、1966年同教授、1968年千葉大学教養部教授（人文学部兼担）。1979年、停年退職して名誉教授、東洋大学文学部教授。1983年、駒澤短期大学教授。
1951年、葉山修平とともに『千葉文学』を創刊、のち『冬扇』を発刊、研究者や作家を育てた。1984年ともに室生犀星学会を興し、1994年室生犀星顕彰大野茂男賞が創設された。

## 著書
- 『たけくらべ通釈』国文社 1953
- 『日本少年少女古典文学全集 28 和歌物語』弘文堂 1960
- 『近代小説と職業 近代小説に現われた職業的パターン』明治書院 1964
- 『荷風日記研究』笠間書院 1976
- 『好色五人女全釈』笠間書院 笠間注釈叢刊 1979
- 『論攷田沢稲舟』菁柿堂 1986

### 共著
- 『近代小説に現われた女性像』遠藤晋共著 秀英出版 1969

### 記念文集
- 『牛涎 大野茂男先生記念号』「牛涎」編集部 2004